# XXIII millennio a.C.
Il XXIII millennio a.C. inizia il 1º gennaio dell'anno 23000 a.C. e termina il 31 dicembre dell'anno 22001 a.C. incluso.

## Avvenimenti
Creazione della terra da parte di Dio secondo un calcolo Biblico (22743 a.C.)

## Invenzioni, scoperte, innovazioni
- Europa
  - Fine delle forme d'arte aurignaziane: graffiti, figure vulvari, teste o avantreni di animali (blocchi di la Farrassie, ricovero Castenet, ricovero Cellier); periodo dal 30000 a.C. al 23000 a.C.
  - Realizzazione della Venere di Mal'ta, scoperta in una cava a Mal'ta, vicino al Lago Baikal, Siberia. Il reperto è vecchio di almeno 23.000 anni ed è stato scolpito in avorio di mammut. È una tipica "Venere paleolitica", con alcuni attributi sessuali messi in risalto, come i grandi seni o i fianchi.
  - Realizzazione della Venere di Brassempouy, scoperta vicino Brassempouy, Francia nel 1892. Con un'età stimata di 25.000 anni è la più antica rappresentazione realistica di un volto umano mai trovata.